# Subdiözie
Unter Subdiözie versteht man in der Botanik Übergangsformen von Monözie (Einhäusigkeit) und Diözie (Zweihäusigkeit). Man spricht auch von polygamer Geschlechtsverteilung (Polygamie, Vielehigkeit). Dabei treten bei ein und derselben Pflanzenart neben den Blüten des dominierenden Geschlechts auch zwittrige Blüten oder Blüten des anderen Geschlechts auf. Man unterscheidet folgende Typen:
- Polygamie: Pflanzenpopulationen mit weiblichen, männlichen und zwittrigen Blüten auf der gleichen oder verschiedenen Pflanzen.
- Diöziopolygamie: Unisexuelle und zwittrige Pflanzen bei einer Spezies.[1]
  - Andromonözie: Männliche und zwittrige Blüten sind auf einem Individuum zu finden, tritt z. B. beim Bergahorn und der Gurkensorte Lemon auf.
  - Androdiözie: In einer Population treten Individuen mit rein männlichen und solche mit zwittrigen Blüten auf (Beispiel: Weißer Germer).
  - Gynomonözie: Weibliche und zwittrige Blüten sind auf einem Individuum zu finden.
  - Gynodiözie: In einer Population treten Individuen mit rein weiblichen und solche mit zwittrigen Blüten auf (Beispiel: Sand-Thymian).
  - Trimonözie oder Coenomonözie:[2] Männliche, weibliche und zwittrige Blüten auf einem Individuum (Beispiel: Gewöhnliche Rosskastanie).
  - Triözie: In einer Population treten Individuen mit rein weiblichen, rein männlichen und solche mit zwittrigen Blüten auf (Beispiel: Esche). Die Arten werden als triözisch oder dreihäusig bezeichnet.
  - Pleogamie, Vielgestaltigkeit: Pflanzen, bei denen die Geschlechter in den verschiedensten Kombinationen auf die Blüten und die Einzelpflanzen, ja sogar auf Gegenden und Sippen verteilt sind. Reifung und damit Bestäubung zu verschiedenen Zeiten von Blüten einer Pflanze.
- Pleomorphe Individuen: Mehrere Arten von Individuen, die sich durch ihre Blüten unterscheiden.
  - Polyözie: Wenn sich die einzelnen Individuen durch das Geschlecht unterscheiden; Diözie, Triözie, Gynodiözie, Androdiözie
  - Heteromesogamie: Das Vorkommen von Blüten, die sich durch die Art der Bestäubung unterscheiden, bei verschiedenen Exemplaren derselben Art. Individuen derselben Art besitzen verschiedene Bestäubungseinrichtungen.[3]
  - Heterostylie: Die Individuen unterscheiden sich äußerlich durch die Lage ihrer Geschlechtsorgane.
  - Heterodichogamie: Die Individuen unterscheiden sich zeitlich durch die Reihenfolge der Entwicklung ihrer Geschlechtsorgane.
- Agamonözie: Zwittrige und geschlechtslose Blüten auf einer Pflanze; Gewöhnlicher Schneeball (Viburnum opulus)[4] Dies kann auch noch weiter unterschieden werden.[5]
- Polygam-diözisch: Die Pflanzen sind (funktionell) diözisch mit zwittrigen Blüten.[6]
- Polygam-monözisch: Die Pflanzen sind (funktionell) monözisch mit zwittrigen Blüten.[6]
- Paradiözie: Die Pflanzen, Blütenstände sind monözisch bzw. eingeschlechtlich mit wechselnden Anteilen von männlichen und weiblichen Blüten (wechselndes Geschlecht) z. B. zu unterschiedlichen Jahreszeiten oder bei verschiedenen Bedingungen (einige Aronstabgewächse).[6]
- K(C)osexuelle Pflanzen: Zwittrige oder monözische Pflanzen, bzw. Geschlechtsorgane beider Geschlechter sind auf einem Organismus vorhanden.
- Funktionell monözisch: Strukturell zwittrige Blüten mit entweder Staminodien oder Pistillodien auf der gleichen Pflanze.
- Funktionell diözisch: Strukturell zwittrige Blüten mit entweder Staminodien oder Pistillodien auf verschiedenen Pflanzen. Zum Beispiel auch andromonözische Pflanzen mit zwittrigen Blüten, die aber funktionell weiblich sind.[6]
- Falsch polygam (falsley polygamous): Mit männlichen und/oder weiblichen Blüten und scheinbar bisexuellen, aber funktional weiblichen oder männlichen.

Es können noch weitere Formen unterschieden werden, subzwittrig; Pflanzen mit meist zwittrigen Blüten, aber noch wenigen anderen weiblichen und männlichen, subandrodiözisch; Pflanzen mit meist männlichen Blüten und anderen, und subgynözisch; Pflanzen mit meist weiblichen Blüten. Auch subdiözisch; mit einigen Pflanzen einer Spezies, die andere als weibliche und männliche Blüten bilden und submonözisch; mit Pflanzen, die nicht nur jeweils weibliche und männliche Blüten ausbilden, ist möglich.
In Pflanzen mit mehr als einem Blütentypen können verschiedene Blütenstände erscheinen, hetero- oder homosexuelle.
Bei Blütenständen mit zwei oder mehr Blütentypen werden noch verschiedene weitere Formen im Bezug auf die Anordnung, Position der Blüten im Blütenstand unterschieden.